# Autriche aux Jeux olympiques d'été de 1980
L'équipe olympique d'Autriche participe aux Jeux olympiques d'été de 1980 à Moscou. Elle y remporte quatre médailles : une en or, deux en argent et une en bronze, se situant à la vingt-et-unième place des nations au tableau des médailles. Le skipper Karl Ferstl est le porte-drapeau d'une délégation autrichienne comptant 83 sportifs (64 hommes et 19 femmes).